# Monomorium disoriente
Monomorium disoriente är en myrart som beskrevs av Bolton 1987. Monomorium disoriente ingår i släktet Monomorium och familjen myror. Inga underarter finns listade i Catalogue of Life.